# Laugh and Get Rich
Pour plus de détails, voir Fiche technique et Distribution.
Laugh and Get Rich est un film américain réalisé par Gregory La Cava et sorti en 1931.

## Synopsis
Sarah Austin dirige une pension de famille pendant la Dépression, toujours au bord de la faillite. Son mari, Joe est sans travail, il n'a jamais compris le concept de travail; il les implique constamment dans des stratagèmes pour devenir riche rapidement. Leur fille, Alice, a les yeux rivés sur le pauvre jeune inventeur, Larry Owens, mais sa mère souhaite qu'elle s'implique avec Bill Hepburn, apparemment issu d'une famille respectable.

## Fiche technique
- Réalisation : Gregory La Cava
- Scénario : Douglas MacLean
- Dialogues : Ralph Spence
- Photographie : Jack MacKenzie
- Montage : Jack Kitchin
- Genre : Comédie[1]
- Production : RKO Radio Pictures
- Durée : 72 minutes
- Dates de sortie : 
  - États-Unis : 27 mars 1931 (New York)
  - États-Unis : 30 avril 1931

## Distribution
- Edna May Oliver : Sarah Austin
- Hugh Herbert : Joe Austin
- Dorothy Lee : Alice Austin
- Russell Gleason : Larry Owens
- John Harron : Bill Hepburn
- Charles Sellon : Biddle
- George Davis : Vincentini
- Robert Emmett Keane : Phelps
- Maude Fealy : Miss Teasdale
- Louise Mackintosh : Mrs. Cassandra 'Cassie' Palfrey
- Lita Chevret : Party guest
- Rochelle Hudson : Joan
- Ivan Lebedeff : le Comte